# Девінувара (підрозділ окружного секретаріату)
Підрозділ окружного секретаріату Девінувара — підрозділ окружного секретаріату округу Матара, Південна провінція, Шрі-Ланка. Головне місто - Девінувара. Складається з 41 Грама Ніладхарі.

## Демографія
| Кількість Грама Ніладхарі | Площа (км2) | Населення (2012) | Населення (2012) | Населення (2012)  | Населення (2012) | Населення (2012) | Населення (2012) | Густота населення (/км2) |
| Кількість Грама Ніладхарі | Площа (км2) | Сингали          | Ларакалла        | Ланкійські таміли | Індійські таміли | Інші             | Всього           | Густота населення (/км2) |
| ------------------------- | ----------- | ---------------- | ---------------- | ----------------- | ---------------- | ---------------- | ---------------- | ------------------------ |
| 41                        | 39,9        | 47,217           | 663              | 66                | 14               | 19               | 47,979           | 1,183                    |